# 루드비크 다네크
루드비크 다네크(체코어: Ludvík Daněk, 1937년 1월 6일~1998년 11월 16일)는 체코슬로바키아의 육상 선수로 주 종목은 원반던지기이다. 올림픽에 4회 참가하였으며, 1972년 하계 올림픽에서 획득한 금메달을 포함하여 금메달 1개, 은메달 1개, 동메달 1개를 획득했다. 또한 1964년부터 1969년까지 남자 원반던지기 세계 기록을 보유했다.
은퇴 후에는 체육행정가로 활동했으며, 체코 육상 연맹 부회장을 역임했다. 1999년부터 그가 세계 기록을 세운 투르노프에서는 국제 육상 대회인 루드비크 다네크 추모 대회가 열리고 있다.